# Jordi II del Regne Unit
Jordi II del Regne Unit o de Hannover (en alemany Georg Augustus von Hannover) va néixer a Hannover (Alemanya) el 10 de novembre de 1683 i va morir al palau de Kensington a Londres el 25 d'octubre de 1760. Era fill del rei Jordi I (1660-1727) i de Sofia Dorotea de Brunsvic-Lüneburg (1666-1726). Va ser rei de la Gran Bretanya i d'Irlanda, duc de Brunsvic-Luneburg i Príncep elector del Sacre Imperi Romanogermànic des de l'11 de juny de 1727 fins a la seva mort. Va ser l'últim rei britànic nascut fora de la Gran Bretanya.

## Biografia
Jordi II va tenir molts conflictes amb el seu pare, a qui no va perdonar que empresonés la seva mare acusada d'adulteri, i de qui es va divorciar el 1694. Quan el 1714 el seu pare va accedir a la corona britànica el príncep Jordi August esdevingué automàticament duc de Cornualla, duc de Rothesay i comte de Carrick. A més, va ser nomenat príncep de Gal·les i comte de Chester el 27 de setembre d'aquest mateix any.
A la mort del seu pare, l'11 de juny de 1727 Jordi II va accedir al tron, però els conflictes familiars persistiren, ara entre ell i el seu fill Frederic Lluís, príncep de Gal·les, a qui acabaria desterrant el 1737. El rei va ser coronat a l'abadia de Westminster el 4 d'octubre. Per a la cerimònia s'encarregaren quatre himnes especials al compositor Händel, un dels quals és cantat des d'aleshores en cada nova coronació.
Durant els primers anys del seu regnat es va cuidar ben poc dels afers d'Estat, de manera que el govern estava dirigit oficiosament per sir Robert Walpole, a qui, tot i que havia estat un home de confiança del seu pare, el rei mantingué al poder gràcies a la influència de la seva dona Carolina. Amb tot, i en contra dels consells de Walpole, el 1739 Jordi II s'implicà en una nova guerra contra Espanya principalment al mar Carib, però la derrota britànica a Amèrica i especialment al Setge de Cartagena de Indias en 1741 va suposar una de les majors derrotes sofertes Royal Navy i va entrar en punt mort a partir de 1742 tret d'accions menors.
Jordi II de Gran Bretanya, que havia estat actuant com a mediador entre Frederic el Gran i Maria Teresa d'Àustria donant suport a Maria Teresa per afirmar-se al tron austríac en virtut de la Pragmàtica Sanció del 1713 enfront de la invasió prussiana de Silèsia, el desembre de 1740 va retirar les garanties britàniques de suport armat, fet que va animar França i Espanya, aliats de Prússia, a moure's militarment contra una Àustria, que havia quedat aïllada esclatant una guerra més gran i més àmplia, la Guerra de Successió Austríaca a Europa, en la qual es disputava la successió de l'imperi austríac a la mort de l'emperador Carles VI pretesa per la seva filla Maria Teresa. Els partidaris de la guerra, liderats per lord Carteret, temien que si Maria Teresa no pujava al tron austríac, el poder de França a Europa augmentaria notablement, de manera que Jordi II hi envià les seves tropes, sobretot per a evitar que les tropes enemigues avancessin cap al Regne de Hannover. El rei en persona acompanyà el seu exèrcit, comandat pel seu fill Guillem August, en la batalla de Dettingen el 1743. La guerra no va ser ben vista pels anglesos que consideraven que el rei prioritzava els interessos de Hannover als de la Gran Bretanya, i el 13 de setembre, Carles Emmanuel III de Sardenya, Maria Teresa i Gran Bretanya van acordar el Tractat de Worms, destinat a expulsar Espanya d'Itàlia, respost amb el Segon Pacte de Família a l'octubre.
Aprofitant el conflicte europeu de la Guerra de Successió Austríaca, es va produir una nova rebel·lió dels partidaris de restaurar la dinastia dels Estuard. Ja ho havia intentat durant el regnat del seu pare, Jacob Estuard, fill de Jacob II. I ara hi tornà amb més força un altre pretendent dels Estuard, Carles Eduard Estuard, qui va obtenir unes primeres victòries a Escòcia i a Anglaterra fins a arribar prop de Londres, però en no trobar-hi prou suport retrocedí i va ser derrotat definitivament per les tropes angleses comandades per Guillem August de Cumberland en la batalla de Culloden. El 1748 s'acabà la Guerra de Successió Austríaca amb el Tractat d'Aquisgrà (1748) que suposava el reconeixement de l'emperadriu Maria Teresa d'Àustria, la qual poc després trencaria l'aliança amb el Regne Unit.

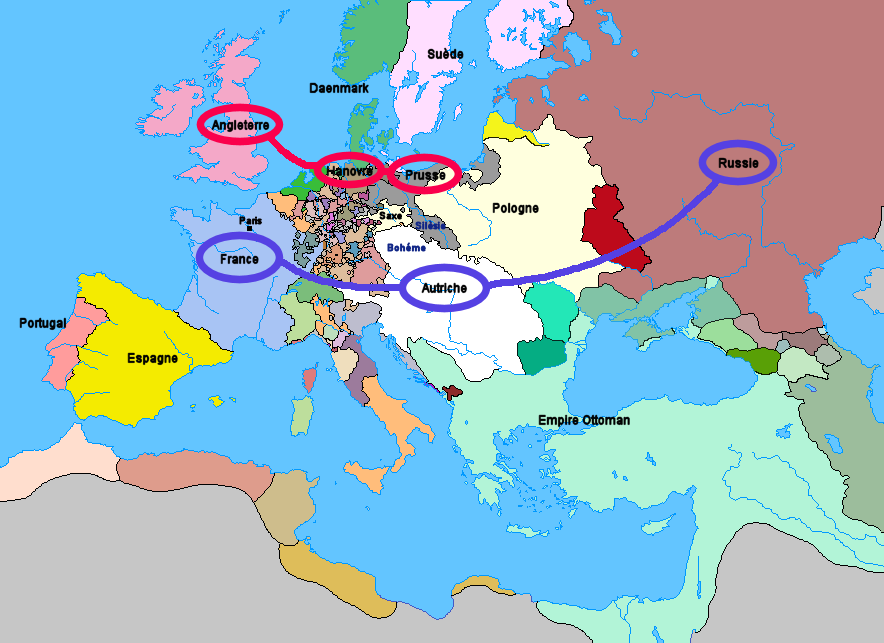
Aliances firmades arrel de la Revolució Diplomàtica

L'hostilitat entre França i Gran Bretanya, especialment per la colonització d'Amèrica del Nord, va continuar. Tement una invasió francesa del Regne de Hannover, Jordi es va alinear amb el seu nebot Frederic el Gran del Regne de Prússia, l'enemic d'Àustria, pel tractat de Westminster, i en resposta, l'Arxiducat d'Àustria i el Regne de França signaren l'1 de maig de 1756 el tractat de Versalles, una inversió en el sistema d'aliances europees vigent fins aleshores. Els francesos desembarcaren a Menorca amb grans forces i van posar setge a Maó el 20 d'abril de 1756 i John Byng rebé el comandament d'una esquadra destinada a foragitar de l'illa de Menorca, que fou derrotada i el 29 de juny els francesos van prendre l'illa provocant l'esclat de la Guerra dels Set Anys el 1756. La batalla de Hastenbeck del 26 de juliol va dur a la derrota de l'Electorat de Hannover i de Brunsvic, aliats de Prússia i el 9 de setembre se signa la Convenció de Kloster-Zeven, que confirma l'ocupació francesa, però obliga a alliberar tots els presoners hannoverians. Com a secretari d'Estat, Pitt va guiar la política relacionada amb la guerra. Gran Bretanya, Hannover i Prússia i els seus aliats Hesse-Kassel i Brunswick-Wolfenbüttel van lluitar contra altres potències europees, com França, Àustria, Rússia, Suècia i Saxònia. La guerra va implicar múltiples teatres des d'Europa fins a Amèrica del Nord i l'Índia, on el domini britànic va augmentar amb les victòries de Robert Clive sobre les forces franceses i els seus aliats al setge d'Arcot i la batalla de Plassey. En 1757, després de la batalla de Rossbach va revocar la Convenció de Kloster-Zeven, i Hannover va tornar a entrar en la guerra. Durant l'hivern, el seu nou comandant, el duc Ferran de Brunsvic-Wolfenbüttel va reagrupar el seu exèrcit i va llançar una sèrie d'ofensives que van fer retrocedir els francesos a través del riu Rin i mantenint segur el flanc occidental de Prússia durant la resta de la guerra. Els britànics havien sofert més derrotes a Amèrica del Nord, especialment a la batalla de Fort William Henry però a Europa s'havien estabilitzat. L'agost de 1757 un nou govern de coalició britànic va donar un fort impuls a l'esforç de guerra emfatitzant el compromís de Newcastle en defensa de les possessions alemanyes, com la determinació de Pitt d'utilitzar el poder naval per apoderar-se de les colònies franceses arreu del món, una "estratègia dual" que dominaria la política britànica durant els següents cinc anys.
La campanya anglesa de 1758 va aconseguir prendre Louisbourg després que els reforços francesos quedessin bloquejats per la victòria naval britànica a la batalla de Cartagena, i les captures de Fort Duquesne i Fort Frontenac. tot i que un gran exèrcit britànic fou derrotat en la batalla de Fort Carillon, la pèrdua de Louisbourg i Frontenac va fer que els francesos perdessin els seus queviures i provisions per a la campanya de la vall del riu Ohio i l'abandonament de molts dels seus aliats nadius obligant als francesos a adoptar una postura defensiva centrada al voltant de Quebec i Mont-real, i la Confederació Iroquesa va tornar a entrar en la guerra en el bàndol britànic a finals de 1758. El juliol de 1759, Fort Niagara i Fort Carillon van caure en mans de forces britàniques importants, tallant la comunicació amb els forts fronterers francesos més a l'oest. El 1759 després de la batalla de les Planes d'Abraham els francesos van abandonar la ciutat de Quebec i la superioritat naval britànica després de la batalla de Pointe-aux-Trembles i la batalla de Restigouche va impedir contraofensives amb èxit des de Montreal, que va capitular el 8 de setembre de 1760 per evitar més vessament de sang, i amb totes les forces franceses expulsades de Nova França, la Guerra franco-índia es donava per acabada.
Al país s'iniciava la revolució industrial, amb un ràpid creixement de la població.

## Matrimoni i fills
El 22 d'agost de 1705 es va casar al palau de Herrenhausen amb Carolina de Brandenburg-Ansbach (1683-1737), filla de Joan Frederic de Brandenburg-Ansbach
(1654-1686) i d'Elionor de Saxònia-Eisenach (1662-1696). El matrimoni va tenir 9 fills:
- Frederic Lluís (1707 – 1751), príncep de Gal·les i duc de Cornualla, casat amb Augusta de Saxònia-Gotha (1719-1772) i pare del rei Jordi III.
- Anna (1709 – 1759), casada amb el príncep Guillem IV d'Orange (1711-1751).
- Amàlia Sofia Elionor (1711 – 1786).
- Carolina Elisabet (1713 – 1757).
- Fill nascut i mort el 1716.
- Jordi Guillem (1717 – 1718).
- Guillem August (1721 – 1765), duc de Cumberland i comte de Kennington.
- Maria (1723 – 1772), casada amb el landgravi Frederic II de Hessen-Kassel (1720-1785).
- Lluïsa (1724 – 1751), casada amb el rei de Dinamarca i Noruega Federic V (1723-1766).

A més, amb Amàlia Sofia de Wendt (1710 – 1765), comtessa de Yarmouth, va tenir un fill il·legítim: 
- Joan Lluís (1736 – 1811), comte de Wallmoden-Gimborn, casat primer amb Carlota de Wangenheim i després amb Lluïsa Cristiana de Lichtenstein.